# Vasili Tsibliyev
Vasily Vasiliyevich Tsibliyev (em russo:  Василий Василиевич Циблиев) (Orekhovka, 20 de fevereiro de 1954) é um ex-cosmonauta ucraniano, veterano de duas missões de longa-duração no espaço.
Selecionado como cosmonauta do programa espacial soviético em março de 1987, foi ao espaço duas vezes. A primeira como comandante da missão Soyuz TM-17, para a 17ª missão de longa permanência na estação orbital Mir, entre julho de 1993 e janeiro de 1994.
A segunda, como parte do programa conjunto Mir-ônibus espacial, teve início em 2 de fevereiro de 1997, na Soyuz TM-25, e durou mais seis meses a bordo da Mir. Foi durante esta missão, em que comandou a estação, que aconteceu um acidente em órbita, quando uma nave cargueiro não-tripulada Progress chocou-se com o módulo Spektr da estação, causando danos generalizados. O acidente fez com que os norte-americanos questionassem a segurança do programa, causando protestos no Congresso e na mídia do país, que pediam a saída da NASA do programa conjunto, já que vários acidentes, inclusive um incêndio a bordo, haviam acontecido anteriormente no decorrer do programa. Tsiliyev foi considerado o responsável pelo acidente pela direção da Roskosmos, a agência espacial russa, que só voltou atrás após fortes protestos da NASA, ciente de que os russos pretendiam achar um bode espiatório de maneira a encobrir suas falhas na questões de segurança da Mir, devido a falta de recursos para continuar investindo nela com a tecnologia de ponta necessária.
Condecorado como Herói da Federação Russa, com suas duas missões de longa duração na Mir, Tsibliyev acumulou mais de um ano no espaço, exatos 381 dias. Deixou o corpo ativo de cosmonautas em 1998 e hoje é o diretor do Centro de Treinamento de Cosmonautas Yuri Gagarin, na Cidade das Estrelas.